# No Surprises
〈No Surprises〉是英國搖滾樂團電台司令的歌曲，為他們第三張錄音室專輯《OK電腦》（1997年）中的第十首曲目。這首歌於1998年1月12日作為專輯的第四首單曲發行，在英國單曲排行榜上最高排行第四。
電台司令主唱湯姆·約克於1995年創作這首歌曲，彼時樂團正跟著R.E.M.巡迴演出。在錄製期間，他們試圖仿擬馬文·蓋和路易斯·阿姆斯特朗作品的風格，加入似海灘男孩《寵物之聲》中「富童趣感」的叮噹聲響。曲中的旋律也讓人聯想起搖籃曲，給予聽者心靈上的安慰。在主題上，歌曲被解讀為對於當代社會和政治秩序的批判。
音樂錄影帶（MV）由格蘭特·吉執導，以固定的長鏡頭構成。湯姆·約克在錄影帶中主演一位太空人，頭盔逐漸被水淹沒。MV靈感來自水中脫逃術、1968年科幻電影《2001太空漫遊》和1970年電視連續劇《星際戰爭》。導演受到「逐漸逼殺你的工作」一句歌詞啟發，意欲以此表達出人在「生死關頭」的感覺。音樂錄影帶入圍1999年全英音樂獎年度英國錄影帶。
歌曲的其他版本出現在《OK電腦》2017年紀念再版《OKNOTOK 1997 2017》和2019年合輯《MiniDiscs (Hacked)》中。這首歌被許多媒體出版物評選為電台司令的最佳歌曲之一，2011年10月，歌曲被《新音樂快遞》雜誌獲選為過去15年（1996-2011年）150首最佳歌曲，位列第107位。

## 背景與創作
歌手、詞曲作家兼主唱湯姆·約克於1995年創作出〈No Surprises〉，該年他與樂團正跟著剛發行第九張專輯《怪物》的R.E.M.四處巡演。1995年8月3日，約克在挪威奧斯陸的更衣室裡向R.E.M和電台司令的成員展示了歌曲的草稿，當時歌曲題為〈No Surprises Please〉。
前期歌詞和後來有很大不同。歌曲主角原先是一個衣服沒脫，坐在浴缸裡，身體還出血的少女，音樂記者提姆·福特曼稱，這與美國低保真（Lo-fi）詞曲作家比爾·卡拉漢（藝名Smog）作品中反覆出現的血液／月經主題相呼應。隨著樂團的不懈創作，歌曲的氛圍亦愈趨黑暗，「情緒幽閉恐懼和對人際關係的不滿逐漸升級為極度的絕望」。
歌曲早期版本的試聽帶在2019年合輯《MiniDiscs (Hacked)》中首次曝光，其中收錄兩個版本，前一版本有電台司令1995年專輯 《善變》中敘事曲的風格（如〈孤单〉與〈假塑膠樹〉），後一個版本被音樂媒體描述為一首「好不華麗的搖籃曲」（grandiloquent lullaby）。在敘事曲版本中，吉他尾奏明顯更長，彈奏也更為豐富。

## 歌詞文本

### 主題
根據約克表示，歌詞主角竭力讓自己振作起來，但沒有辦法。約克本人將歌曲描述為一首「法掉了的童謠」（fucked-up nursery rhyme），根植於他自己「對塑膠瓶和塑膠盒去向的病態痴迷……所有這些垃圾——我們生活的殘骸——都被埋在某個地方。它不會腐爛，只是留在地下 <…> 這就是我對很多東西的處理方式 - 我把它們藏在看不見的地方」。
評論者發現〈No Surprises〉的主題涉及自殺以及對現代社會與政治秩序的不滿。有些歌詞包含鄉村或郊區住宅區居民的生活圖景。有人認為，電台司令的作品主題並不涉及自殺，而是以模仿作為一種折衷措施。《事實》（Fact）雜誌的編輯為此文本確定了幾個含義：「關於一氧化碳中毒危險的警示故事」或是「關於自殺和離開這破敗不堪的星球的隱喻」。這類話題引發人們懷疑湯姆·約克患有憂鬱症的猜測。約克多次否認這些猜測，透露自己「喜怒無常、臉皮薄、悲觀且容易擔憂」。《Vox》雜誌的山姆·斯提爾（Sam Steele）稱，「即使這首歌涉及自殺，歐布萊恩的吉他聽起來也像是治愈痛苦靈魂的一劑良藥，而曲子就像一個悲欣交加的孩子的祈禱。

### 意象
歌曲首句歌詞被視為歌曲的主要隱喻：「A heart that’s full up like a landfill」（一顆心充滿了像垃圾掩埋場的東西），在前半部分可能給聽者老套和浪漫的感受，但這一感覺馬上被打斷。歌詞的主角對自己無聊且重複的日常生活感到不滿：「A job that slowly kills you / Bruises that won’t heal」（一個慢慢逼殺你的工作／許多不會癒合的傷口）。他隨後透露出他抑鬱和自殺的傾向，正如「I’ll take a quiet life / A handshake of carbon monoxide」（我會安靜地活著／向一氧化碳把手致意）所表示。「Such a pretty house, / such a pretty garden」（多麼美麗的房子／多麼漂亮的花園）一句可以被解讀為主角的財富「最終不足以維持生活」。約克最初對於專輯標題的設想便與「擁有一棟房子的夢想與隨之而來的危險」相關。
約克雖然對這種生活方式無法接受，但他並未責怪這個角色，而是將矛頭對準體制。他筆下的角色是體制的受害者，正如歌詞說道：「Bring down the government / They don't, they don't speak for us」（推翻政府吧／他們不，他們不幫我們說話）。從2003年左右開始，這段歌詞便在音樂會現場獲得不成比例的關注，特別是在2003年的美國——乔治·沃克·布什擔任總統期間，台下觀眾顯得特別熱情。福特曼寫道，約克「專注於平凡的家庭生活，似乎在狡猾地挖苦那些打高爾夫球和閱讀《每日郵報》的無聊資產階級。」

### 分析
音樂記者埃弗里特·特魯稱歌曲尤其與一些底層平民產生共鳴，他們雖然不想再沒日沒夜的工作，但不知有什麼方法改變。提姆·福特曼認為，約克所描述的人物只是一個住在普通郊區、開著普通掀背車的「普通中年男子」。音樂評論家巴尼·霍斯金斯表示，歌曲傳達出人生就要勇敢去闖的意旨，勇敢面對生命中的驚慌與驚喜，否則生命就沒有意義。則認為這首歌的歌詞是關於「離開自己的幻想，離開這個讓你怎樣都看不順眼的世界」，並將其與奧茲·奧斯朋1981年單曲〈Suicide Solution〉類比，後者因涉嫌鼓勵青少年自殺而在20世紀80年代中期惹起爭議。約瑟夫·泰特（Joseph Tate）認為約克（或他筆下的人物）是存在心理問題的，因為他們看不見自己的美。亞歷克斯‧奧格指約克的文本「反童謠」。
福特曼將歌詞主角與1993年喬伊·舒馬克電影《城市英雄》中麥可·道格拉斯扮演的角色進行比較。戴夫·湯普森將歌曲主題與主唱科特·柯本的死連繫起來，柯本是油漬搖滾（Grunge）偶像之一，他的命運對早年的湯姆·約克來說是一個「警告」。

## 音樂與靈感

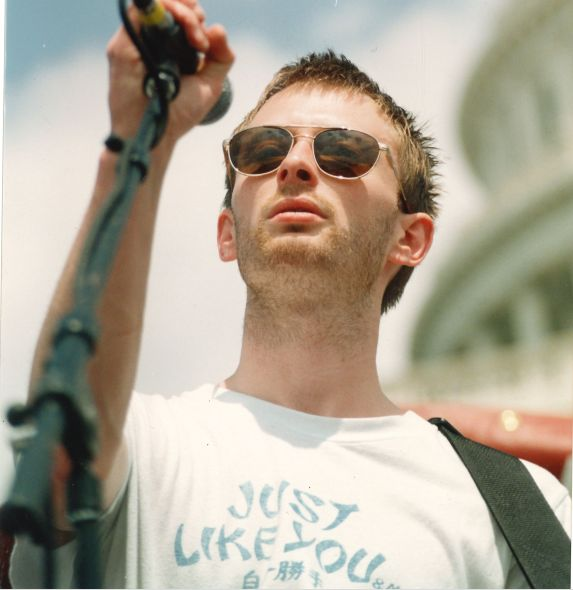
湯姆‧約克對《Q》雜誌說：「如果你用正確的方式彈奏它，將會黑暗無比。但這就像演戲。就只是在太多戲而搞砸一切的邊緣而已。只是文字太黑暗了。彈奏這首歌時我們都必須放慢速度。只有我們都真正脆弱的時候那個味道才對。」

〈No Surprises〉以F大調寫成。歌曲正如其標題暗示的一般單調，同〈Let Down〉一樣，兩者均是沒有半音階或偏離主調的大調歌曲。樂曲中唯一使用半音的是全音階中降低的第六個音級（下中音），它首先出現在開頭的反覆樂句中，展示了歌曲的主要伴奏音型。前奏中與樂曲主題相似的和弦進程是主音與小調下屬音（或半減上主音，全音階的第二個音級）的交替。儘管沒有其他大的干擾或複雜的事件發生，但輔助性半音的運用將歌曲與專輯中的類似曲目聯繫起來。主旋律由原聲吉他、電吉他以及人聲和聲組成。隨著樂曲發展，鐘琴也加入了演奏。
接受《選擇》雜誌採訪時，湯姆·約克表示〈No Surprises〉「稚氣的吉他聲為整張專輯奠定了基調。」根據科林·格林伍德的說法，〈No Surprises〉是一首適合在體育場唱奏的歌曲。這個想法是先用〈Climbing Up the Walls〉來「嚇唬」每個人，然後用一首帶有搖籃曲副歌的流行歌曲來安慰他們。湯姆希望這首歌能讓聽眾感受到一些「乾淨、安全且充滿希望」的東西，就像「新的雙層玻璃窗」。約克表示，樂團想要讓他們聽起來好像集體服用硝西泮（一種安眠藥）一樣。
電臺司令旨在營造一種類似海灘男孩1966年專輯《寵物之聲》的氛圍（開頭吉他的靈感來源於歌曲〈Wouldn't It Be Nice〉）。他們試圖重現馬文·蓋的靈魂樂或路易·阿姆斯壯〈What a Wonderful World〉的氛圍和意境，作品部分也呼應Sparklehorse樂團1995年專輯《Vivadixiesubmarinetransmissionplot》中的〈Sad And Beautiful World〉。在分析《OK電腦》的同名書籍中，戴‧格里菲斯將此歌與史密斯樂團的〈Girlfriend In A Coma〉連繫起來，這是另一首將苦澀歌詞融入優美旋律的作品。

## 錄製
《OK電腦》的錄製工作於1996年在英格蘭牛津郡迪德科特的罐頭掌聲（Canned Applause）展開，錄音會錄唱的第一首歌便是〈No Surprises〉。現在專輯中的版本是他們的首次錄音，樂團另外錄製了五到十五個版本，但始終認為無法超越第一個版本。根據約克的說法，接下來的嘗試「只是第一個版本的翻唱，所以我們放棄並回到了（原來的版本）」。
由於樂團所企求的節奏慢到令他們無法好好地彈奏樂器，製作人奈傑爾·古德里奇想出了一個特殊辦法，即讓樂手以正常速度演奏下去，他再使用電腦調慢音樂，約克就能聽著音樂回放進行錄唱，總體來說這創造出一種「輕柔飄渺且讓人難忘」的聽覺體驗。

### 參與錄製成員
- 湯姆·約克 — 聲樂、木吉他
- 强尼·格林伍德 — 鐘琴、風琴、弦樂合成器、電吉他
- 艾德·歐布萊恩 — 電吉他、手鼓、和聲
- 科林·格林伍德 — 電貝斯
- 菲利普·塞爾韋 — 鼓、手鼓

## 發行
這首歌作為電台司令第三張錄音室專輯《OK電腦》的第十首曲目，於1997年6月16日隨專輯發行。1998年1月12日，歌曲作為《OK電腦》第四首也是最後一首單曲發行，不久便躍登英國單曲排行榜，排名第四。根據福特曼的說法，這是由於「冬天的憂鬱」所致，正是英國聽眾的情緒使這首歌成為1998年初發行的合適選擇。

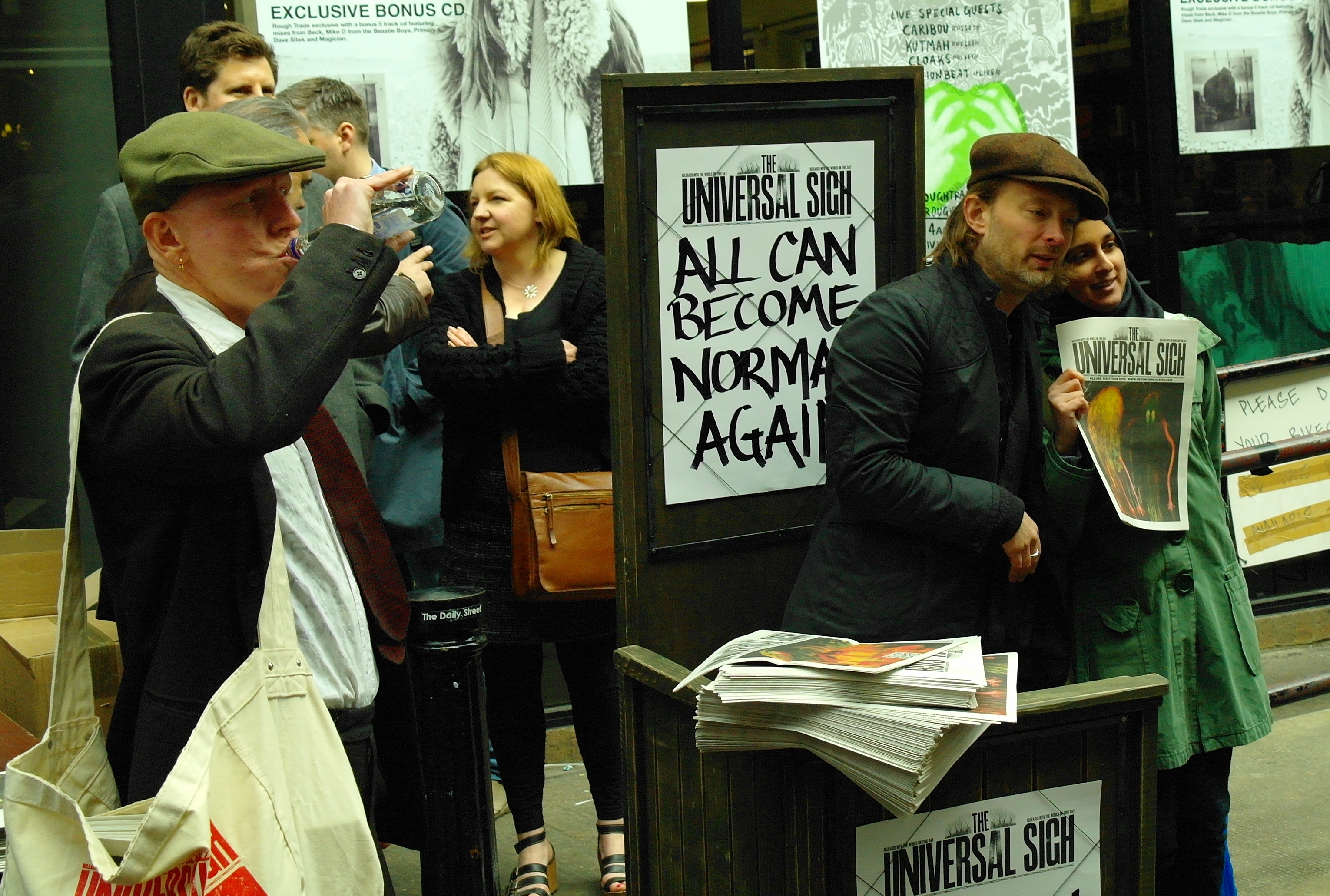
史丹利·唐伍德和湯姆·約克，2011年攝

單曲的封面包含一棟房子和一輛汽車的圖畫，標題為《Such a pretty house》（多麼美麗的房子），由英國藝術家兼設計師史丹利·唐伍德與湯姆於1996年或1997年創作。唐伍德如此描述這張圖片：「這張照片顯示了一棟漂亮的房子，還有一輛好車。但非常悲傷的是，我想沒有人在家裡面」。
1997年12月，電台司令在日本發行迷你專輯 《No Surprises / Running From Demons》 ，以宣傳樂團即將進行的日本巡演。2008年，該曲目收錄在電台司令精選輯《電台司令：精選》中。該作品的其他版本（〈No Surprises Please〉的現場表演、試音、排練和錄音室演示片段）被收錄在《OK電腦》20週年紀念再版《OKNOTOK 1997 2017》（2017年）及合輯《MiniDiscs (Hacked)》（2019年）。

## 現場演出
1995年12月4日，電台司令在荷蘭阿姆斯特丹帕拉迪索音樂廳舉行的音樂會上表演〈No Surprises Please〉。在1996年7月7日比利時搖滾韋希特音樂節，和8月26日美國賓州好時公園體育館舉行的音樂會上，這首歌被以「我們的新歌」的名義介紹給觀眾。
1997年5月31日，樂團在音樂節目《裘斯·霍蘭德後來秀》上表演了〈No Surprises〉、〈Paranoid Android〉與〈Airbag〉。這首歌在1997年和2003年的格拉斯頓伯里音樂節兩度演出，並在1997年7月4日法國歐洲搖滾音樂節，和9月3日英國倫敦阿斯托利亞音樂廳中也有演出。電台司令於2003年7月3日巴黎不插電演出中帶來這首歌的原聲版本。
除了肢解樹王的巡演（2010—2012年）以外，樂團在所有巡演都表演了〈No Surprises〉，包括OK電腦（1998年）、一號複製人（2000年）、失憶（2001年）、伊比利半島之旅（2002年）、鵲賊篇（2003—2004年）、在彩虹中（2006年、2008—2009年）和月形池（2016—2017年）。

## 音樂錄影帶
歌曲的音樂錄影帶（MV）以長鏡頭拍攝，畫面僅包含湯姆·約克的特寫鏡頭，當中他戴著魚缸狀的太空人頭盔，裏頭漸漸被灌滿了水。歌詞逐行的映照在頭盔上，向上滾動。在第一節副歌後，頭盔裡的水約到半滿。約克仰起頭來，試圖繼續唱歌。頭盔完全被水填滿之後，約克有將近一分鐘維持不動，直到水面下降，他才向上深吸一口氣，並張口唱歌。

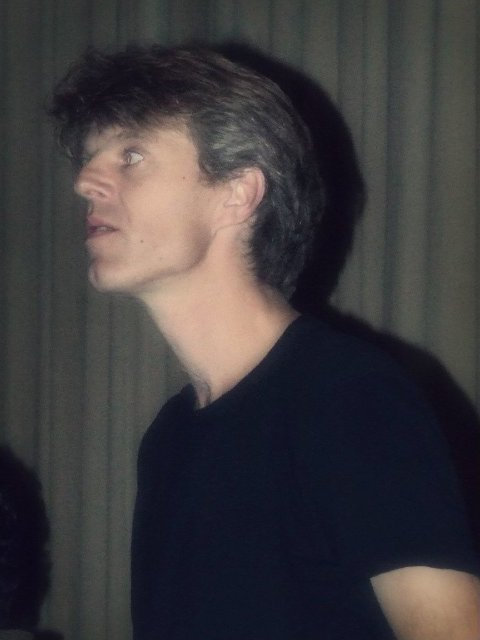
格蘭特·吉為〈No Surprises〉執導筒

音樂錄影帶由格蘭特·吉於1997年11月28日拍攝。電台司令及唱片公司帕洛風原先計畫為《OK電腦》中的每一首歌曲都拍攝音樂錄影帶。格蘭特·吉提出〈No Surprises〉和〈Fitter Happier〉的MV概念給公司參考，但前者被拒絕。而他後來表示，該概念只是「一些閃閃發亮、為音樂盒設計、基於表演的廢話」。由於資金短缺，帕洛風決定只為單曲拍攝錄影帶，他的〈Fitter Happier〉因此也被捨棄。湯姆·約克在《Triple J》訪談中透露原始概念包含他走在街上時周圍的一切都爆炸的場面，以及他從飛機廁所拋飛出去的情節，就像從彈射座椅上彈出一樣。
六個月後，導演跟著電台司令拍攝樂團的紀錄片《Meeting People Is Easy》，此時唱片公司表示需要製作〈No Surprises〉的音樂錄影帶，並且不想要導演第一輪提交的任何想法，要求他提出一個完全不同的概念。格蘭特·吉一邊聽這首曲子，一邊研究著1968年科幻電影《2001太空漫遊》中太空人角色戴夫·鮑曼的照片，想知道他是否可以製作一部MV，鏡頭特寫戴頭盔的男人。格蘭特·吉也受到童年記憶中哈利·胡迪尼水中脫逃術表演，以及科幻電視連續劇《星際戰爭》中頭盔裝滿液體的的外星人角色啟發。在思考其中一句歌詞「A job that slowly kills you」（慢慢將你逼殺的工作）中，他確定MV要由真人上陣來傳達「生死關頭」的感覺。
音樂錄影帶的預算為80,000英鎊，這使劇組得以聘請特效公司訂作一頂由有機玻璃製成的頭盔，它可以緩慢地泵入水流，並讓約克在緊急情況下釋放所有的水。為了減少約克屏住呼吸的時間，製作人菲爾·巴恩斯建議加速歌曲部分片段，並將攝影機速度從每秒25幀改為50幀，完事後再減慢歌曲和影片幀率，以保持聲音與畫面同步。儘管約克證明他可以在無壓力的情況下屏住呼吸一分鐘以上，但在拍攝條件下，他很難在排乾水之前屏住呼吸十秒鐘以上。據導演表示，「這一天變成了一場恐怖秀…[這是]持續的折磨」。約克也稱拍攝的過程「很可怕」。拍攝的鏡頭包含在電影《Meeting People Is Easy》中。經過一次次NG的拍攝，約克顯得越來越沮喪。長時間的泡水令他喘不過氣、不住咳嗽，搞不清楚臉上是水還是淚。在助理導演、體育教練巴瑞·沃瑟曼指導下，約克最終得以完成拍攝，距離當天的拍攝結束還剩五分鐘。那天總共拍出約八分鐘長的影片。影片之後又製作了另一個版本，但效果不如原版。1999年，音樂錄影帶獲得第19屆全英音樂獎年度英國錄影帶提名。

## 反響
喬納森·黑爾（Jonathan Hale）在他的《Radiohead: From a Great Height》一書中指出，這首曲子「具有一種簡單性，表明電台司令有能力用直截了當的歌詞創作一首簡單的歌曲，並將其無縫地融入像《OK電腦》那般複雜的專輯中。」音樂家和作家比爾·賈諾維茲（Bill Janovitz）在音樂指南網站AllMusic將其與大衛·鮑伊的憂鬱作品進行比較，例如〈Life on Mars?〉。他認為歌曲結構安排恰當，曲調精緻而樸素，而正是這少即是多的策略有益於歌曲和專輯的整體，也提供聽眾一個喘息的時間。在他看來，「破碎而孤獨的男人」的形象讓人想起披頭四的〈Eleanor Rigby〉中的歌詞「all the lonely people」（所有孤獨的人）和托馬斯·斯特恩斯·艾略特的著名詩作《J·阿爾弗雷德·普魯弗洛克的情歌》。《金融時報》的大衛·查爾（David Cheal）稱歌曲作為《OK電腦》中的拔尖之作，雖是於一個相對平靜和日益繁榮的年代寫成的，但它的歌詞卻傳達了一種深深的不安感。
2011年10月，《新音乐快递》雜誌將〈No Surprises〉評為過去15年（1996-2011年）最佳150首歌曲中的第107位。它在許多電台司令的最佳歌曲名單中受到高度重視和認可，包括《衛報》、《Vulture》、PopMatters、前音後果、Far Out、The Ringer 和《美國詞曲作家》。
2022年4月，社交網路TikTok上暱稱@esqifrenchfries的創作者發現一個門鈴，其旋律與〈No Surprises〉幾無二致，他因此將二者拼接並製成短片。這段音效在TikTok颳起一陣潮流，用戶會分享關於生活中意想不到的轉折，音效則在轉折出現時播放。隨著時間的推移，已有超過15萬部影片使用此音效，並引起電台司令的注意。樂團官方帳戶也發布使用該音效的影片回應潮流。

## 媒體使用與翻唱
〈No Surprises〉出現在電視連續劇《怪醫豪斯》分集〈破碎〉、電視連續劇《土耳其語初學者》（Türkisch für Anfänger）、電視連續劇《罗伊尔一家》、電影《我們曾是炸彈客》、《西班牙公寓》、《他們結婚了還有很多孩子》、《飆速青春》、卡通電影《搖滾藏獒》，以及電影《紐約我愛你》中。2016年HBO電視連續劇《西方極樂園》也使用了該歌曲的鋼琴版本。
這首歌被許多不同表演者翻唱和錄製，包括盧卡·布魯姆（Luka Bloom）、瑪利亞（Malia）、布萊克·摩根（Blake Morgan）、亞倫·赫爾曼（Yaron Herman）、Paige、彼得·約伯克（Peter Jöback）、Motorama、路易斯·杜拉（Louis Durra）、史坦尼斯瓦夫·索伊卡（Stanisław Sojka）、史考特·馬修（Scott Matthew）、瑪莉莎·納德勒（Marissa Nadler）、Northern State、麥可·基瓦努卡（Michael Kiwanuka）、Postmodern Jukebox與Mt. Joy。雷鬼音樂團體Easy Star All-Stars於2006年翻唱了這首歌，收錄在他們的《OK電腦》致敬專輯《Radiodread》中。美國創作歌手阿曼达·帕尔默在他的電台司令翻唱專輯中以烏克麗麗翻唱這首歌。另類鋼琴家和反民謠音樂家蕾吉娜·史派克特在2010年4月27日發行了慈善單曲〈No Surprises〉，其所有收益均捐獻給無國界醫生緊急救濟基金。賈奈兒·夢內的旺達樂園藝術協會成員羅曼·吉安·亞瑟（Roman GianArthur）於2015年秋季發行了《OK Lady》 ，這是一張R&B混搭迷你專輯，她在其中翻唱電台司令的作品，包括〈No Surprises〉（夢內客串）。

## 曲目表
主要來源：
| CD 1 | CD 1                   | CD 1 |
| 曲序 | 曲目                   | 时长 |
| ---- | ---------------------- | ---- |
| 1.   | No Surprises           | 3:51 |
| 2.   | Palo Alto              | 3:44 |
| 3.   | How I Made My Millions | 3:07 |

| CD 2 | CD 2                                        | CD 2 |
| 曲序 | 曲目                                        | 时长 |
| ---- | ------------------------------------------- | ---- |
| 1.   | No Surprises                                | 3:50 |
| 2.   | Airbag（Live in Berlin, November 3, 1997）  | 4:49 |
| 3.   | Lucky（Live in Florence, October 30, 1997） | 4:34 |

## 榜單成績
| 榜單（1998年）                     | 最高位置 |
| ---------------------------------- | -------- |
| 澳大利亚（澳大利亚唱片业协会榜）   | 47       |
| 比利時佛兰德（Ultratip榜外單曲榜） | 13       |
| 歐洲（European Hot 100 Singles）   | 27       |
| 冰島（Íslenski Listinn Topp 40）   | 9        |
| 愛爾蘭（愛爾蘭唱片音樂協會单曲榜） | 13       |
| 荷蘭（荷蘭榜外單曲榜）             | 14       |
| 荷蘭（百大單曲榜）                 | 58       |
| 紐西蘭（紐西蘭唱片業協會單曲榜）   | 23       |
| 蘇格蘭（官方榜单公司單曲榜）       | 6        |
| 英國（官方榜单公司單曲榜）         | 4        |
| 榜單（2014年）                     | 最高位置 |
| 法國（法國唱片出版業公會單曲榜）   | 31       |

| 榜單（1998年）             | 最高位置 |
| -------------------------- | -------- |
| 英國（官方榜單公司單曲榜） | 171      |

## 銷量認證
| 地區                         | 认证 | 认证单位/销量 |
| ---------------------------- | ---- | ------------- |
| 加拿大（加拿大音乐协会）     | 金   | 40,000‡       |
| 意大利（意大利音乐产业联盟） | 金   | 25,000‡       |
| 英国（英国唱片业协会）       | 白金 | 600,000‡      |
| ‡僅含認證的+實際銷量         |      |               |

## 腳註
1. 1 2  張鐵志. . 端傳媒. 2017-06-27  [2025-03-18]. （原始内容存档于2025-03-18） （中文（臺灣））.
2. ↑  Kara, Scott. . Rip It Up. No. 275. 2000-09: 23  [2025-03-22]. 原始内容存档于2021-12-09.
3. 1 2  . New Musical Express. 1999-01-12  [2022-10-17]. （原始内容存档于2021-12-26） （英语）.
4. 1 2 3 4 5  Footman 2007，第107頁.
5. 1 2  Hale 1999，第151頁.
6. ↑  Randall 2000，第228頁.
7. ↑  Saalman, Austin. . Under The Radar. 2022-06-02  [2022-07-26]. （原始内容存档于2022-06-29） （英语）.
8. 1 2  Aubrey, Elizabeth. . New Musical Express. 2019-06-13  [2022-07-23]. （原始内容存档于2022-07-23） （英语）.
9. ↑  Irvin, Jim. . Mojo. 1997-07. ISSN 1351-0193 （英语）.
10. ↑  Micallef, Ken. . Yahoo! Music Radio. 1997-08-17  [2022-07-23]. （原始内容存档于2013-01-01） （英语）.
11. 1 2  Steele, Sam. . Vox（英语：Vox (magazine)）. 1997-07. ISSN 0960-300X. （原始内容存档于2016-10-31） （英语）.
12. ↑  Footman 2007，第108–109頁.
13. ↑  Berman, Stuart. . Chart Attack. 1997-07 （英语）.
14. ↑  Lynskey, Dorian. . Q. 2011-02 （英语）.
15. ↑  Bowe, Miles; Horner. Al; Lobenfeld, Claire; Ravens, Chal; Twells, John; Wilson, Scott; Welsh, April Clare. . Fact. 2016-05-05  [2022-07-22]. （原始内容存档于2022-07-22） （英语）.
16. 1 2 3 4 5  Footman 2007，第110頁.
17. 1 2 3 4  Footman 2007，第108頁.
18. ↑  Chan, Carmen. . Atwood. 2017-09-15  [2022-07-26]. （原始内容存档于2022-07-26） （英语）.
19. 1 2  Hogan, Marc. . Vulture. 2019-03-28  [2022-07-26]. （原始内容存档于2021-10-08） （英语）.
20. 1 2  Sigur, Matthew. . The Ringer. 2020-10-01  [2022-07-26]. （原始内容存档于2022-05-17） （英语）.
21. ↑  Tate 2005，第8頁.
22. 1 2  Footman 2007，第109頁.
23. ↑  True, Everett. . Melody Maker. 1997-06-28.
24. ↑  Thompson 2000，第575頁.
25. ↑  Phillips, Amy. . Pitchfork. 2016-06-28  [2024-07-05]. （原始内容存档于2018-08-20） （US）.
26. ↑  . MusicNotes.   [2022-07-26]. （原始内容存档于2022-07-26） （英语）.
27. ↑  Adam 2011，第89頁.
28. ↑  Adam 2011，第90頁.
29. ↑  Adam 2011，第91頁.
30. 1 2  Janovitz, Bill. . AllMusic.   [2022-07-24]. （原始内容存档于2022-07-24） （英语）.
31. 1 2  Moran, Caitlin. . Select（英语：Select (magazine)）: 92. 1997-07. ISSN 0959-8367 （英语）.
32. 1 2  . Humo. 1997-07-22. （原始内容存档于2008-08-20） （英语）.
33. ↑  Taysom, Joe. . [[|Far Out]]. 2021-07-10  [2022-07-26]. （原始内容存档于2021-07-10） （英语）.
34. 1 2 3  McKinnon, Matthew. . CBC News. 2008-07-24  [2022-07-22]. （原始内容存档于2016-03-03） （英语）.
35. ↑  . Select（英语：Select (magazine)）. 1997-12. （原始内容存档于2022-10-14） （英语）.
36. ↑  Bartleet, Larry. . New Musical Express. 2017-06-16  [2022-07-24]. （原始内容存档于2022-07-24） （英语）.
37. ↑  Randall 2000，第229頁.
38. ↑  . Rhino Entertainment（英语：Rhino Entertainment）. 2016-01-12  [2022-10-16]. （原始内容存档于2022-08-22） （英语）.
39. ↑  Radiohead. . Discogs. Parlophone. 1997-06-16  [2022-07-23]. （原始内容存档于2022-07-23） （英语）.
40. ↑  Randall 2000，第253頁.
41. 1 2  Randall 2000，第254頁.
42. 1 2 3  . citizeninsane.eu.   [2024-07-08]. （原始内容存档于2022-10-14）.
43. ↑  Murphy, Andrew. . What Hi-Fi?. 2020-06-05  [2022-07-25]. （原始内容存档于2022-07-25） （英语）.
44. ↑  Kellman, Andy. . AllMusic. 2008-06-03  [2022-07-24]. （原始内容存档于2022-07-24） （英语）.
45. ↑  Atkins, Jamie. . Record Collector. 2017-06-21  [2022-07-24]. （原始内容存档于2022-07-24） （英语）.
46. ↑  . Setlist.fm.   [2022-07-26]. （原始内容存档于2022-07-26） （英语）.
47. ↑  . Crack. 2017-06-19  [2022-07-27]. （原始内容存档于2021-08-27） （英语）.
48. ↑  . Radio X. 2020-06-26  [2022-07-27]. （原始内容存档于2022-06-18） （英语）.
49. ↑  Blanchet, Brenton. . Spin. 2020-07-01  [2022-07-27]. （原始内容存档于2022-10-14） （英语）.
50. ↑  Yates, Henry. . No. 276. Classic Rock: 105. 2020-05-26 （英语）.
51. ↑  Sutherland, Mark. . Melody Maker: 50—51. 2000-09-27 （英语）.
52. ↑  Dalton, Stephen. . New Musical Express: 22. 2001-07-14 （英语）.
53. 1 2 3  Scovell, Adam. . The Quietus. 2018-01-15  [2022-07-25]. （原始内容存档于2022-10-16） （英语）.
54. 1 2  . 1998-02-19  [2022-07-25]. （原始内容存档于2022-07-25） （英语）.
55. ↑  Sherburne, Philip. . RES: 53. 2003-05. ISSN 1539-4654. （原始内容存档于2021-09-11） （英语）.
56. ↑  Graff, Gary. . Wall of Sound. 1999-05-14.
57. 1 2 3  Cheal, David. . Financial Times. 2017-06-13  [2024-07-08] （英语）.
58. ↑  Schiller, Rebecca. . New Musical Express. 2011-10-06  [2022-07-24]. （原始内容存档于2016-10-11） （英语）.
59. ↑  Monroe, Jazz. . The Guardian. 2020-01-23  [2022-11-02]. （原始内容存档于2022-09-25） （英语）.
60. ↑  Beasley, Corey. . PopMatters. 2011-06-01  [2022-11-02]. （原始内容存档于2022-11-01） （英语）.
61. ↑  . Consequence. 2017-06  [2022-11-02]. （原始内容存档于2022-11-01） （英语）.
62. ↑  Whatley, Jack. . Far Out. 2022-04-10  [2022-11-02]. （原始内容存档于2022-11-01） （英语）.
63. ↑  Sigur, Matthew. . The Ringer. 2020-10-01  [2022-07-26]. （原始内容存档于2022-05-17） （英语）.
64. ↑  Beviglia, Jim. . American Songwriter. 2019-10-27  [2022-11-02]. （原始内容存档于2022-11-01） （英语）.
65. ↑  . Audible Treats. 2022-06-15  [2022-08-24]. （原始内容存档于2022-10-14） （英语）.
66. ↑  Lalleman, Sébastien. . Le Point. 2016-05-10  [2022-09-22]. （原始内容存档于2022-09-22） （法语）.
67. ↑  . Discogs.   [2022-11-10]. （原始内容存档于2022-11-10） （英语）.
68. ↑  Anderson, Sarah. . NME. 2012-08-14  [2024-07-08]. （原始内容存档于2025-03-18） （英语）.
69. ↑  Hessel, Marcelo. . Omelete. 2003-06-18  [2022-09-22]. （原始内容存档于2022-09-22） （布列塔尼语）.
70. ↑  Fernandes, Ketllyn. . Jornal Opção. 2014-07-19  [2022-09-22]. （原始内容存档于2022-09-22） （布列塔尼语）.
71. ↑  Ingman, Marrit. . The Austin Chronicle（英语：The Austin Chronicle）. 2005-09-30  [2022-09-22]. （原始内容存档于2022-09-22） （英语）.
72. ↑  Martens, Todd. . Los Angeles Times. 2009-10-09  [2022-09-22]. （原始内容存档于2022-09-22） （英语）.
73. ↑  Barker, Andrew. . Variety. 2017-02-23  [2022-09-22]. （原始内容存档于2022-09-22） （英语）.
74. ↑  . Internet Movie Database.   [2022-10-05]. （原始内容存档于2022-10-05） （英语）.
75. ↑  Hutchinson, Sean. . Inverse. 2016-10-03  [2022-07-24]. （原始内容存档于2016-10-18） （英语）.
76. ↑  . AllMusic. 2000-11-28  [2022-07-25]. （原始内容存档于2022-07-25） （英语）.
77. ↑  . AllMusic. 2007-05-14  [2022-07-25]. （原始内容存档于2022-07-25） （英语）.
78. ↑  . AllMusic. 2006-10-24  [2022-07-25]. （原始内容存档于2022-07-25） （英语）.
79. ↑  Garratt, John. . PopMatters. 2011-06-21  [2022-07-25]. （原始内容存档于2022-07-25） （英语）.
80. ↑  . AllMusic. 2001-06-12  [2022-07-25]. （原始内容存档于2022-07-25） （英语）.
81. ↑  . AllMusic. 2009-10-28  [2022-07-25]. （原始内容存档于2022-07-25） （英语）.
82. ↑  . AllMusic.   [2022-07-25]. （原始内容存档于2022-07-25） （英语）.
83. ↑  . AllMusic.   [2022-07-25]. （原始内容存档于2022-07-25） （英语）.
84. ↑  . Discogs. 2008  [2022-07-25]. （原始内容存档于2022-07-25） （英语）.
85. ↑  . Discogs. 2013-06-18  [2022-07-25]. （原始内容存档于2022-07-25） （英语）.
86. ↑  . Discogs. 2007-07-10  [2022-07-25]. （原始内容存档于2022-07-25） （英语）.
87. ↑  . Postmodern Jukebox.   [2022-07-25]. （原始内容存档于2022-07-25） （英语）.
88. ↑  Todd, Nate. . JamBase. 2022-07-15  [2022-07-25]. （原始内容存档于2022-07-25） （英语）.
89. ↑  . Discogs. 2010-09  [2022-07-25]. （原始内容存档于2022-07-25） （英语）.
90. ↑  Vozick-Levinson, Simon. . Entertainment Weekly. 2010-04-27  [2022-07-25]. （原始内容存档于2022-07-25） （英语）.
91. ↑  Deville, Chris. . Stereogum. 2015-10-10  [2022-07-25]. （原始内容存档于2022-07-25） （英语）.
92. ↑  . Discogs.   [2022-11-09]. （原始内容存档于2022-11-09） （英语）.
93. ↑  . Discogs.   [2022-11-09]. （原始内容存档于2022-11-09） （英语）.
94. ↑  . ARIA.   [2015-02-28]. （原始内容存档于2015-02-28） （英语）.
95. ↑  . Ultratop België (Vlaanderen).   [2012-11-11]. （原始内容存档于2012-11-11） （荷兰语）.
96. ↑   (PDF). Music & Media. Vol. 15 no. 5. 1998-01-31: 12. （原始内容 (PDF)存档于2021-12-07） （英语）.
97. ↑  . Dagblaðið Vísir. 1998-01-30: 22  [2022-10-14]. （原始内容存档于2022-10-14） （冰岛语）.
98. ↑  . Irish Recorded Music Association.   [2021-09-07]. （原始内容存档于2021-09-07） （英语）.
99. ↑  . Dutch Top 40.   [2021-10-16]. （原始内容存档于2021-10-16） （荷兰语）.
100. ↑  . Dutch Single Top 100.   [2020-03-16]. （原始内容存档于2020-03-16） （荷兰语）.
101. ↑  . RIANZ.   [2025-03-21]. （原始内容存档于2025-03-21） （英语）.
102. ↑  . Official Charts Company.   [2021-10-22]. （原始内容存档于2021-10-22） （英语）.
103. ↑  . Official Charts Company.   [2018-02-20]. （原始内容存档于2018-02-20） （英语）.
104. ↑  . Syndicat National de l'Édition Phonographique.   [2015-06-05]. （原始内容存档于2015-06-05） （法语）.
105. ↑  .   [2022-07-26]. （原始内容存档于2015-06-04） （波兰语）.
106. ↑  . Music Canada.   [1 December 2020] （英语）.
107. ↑  . Federazione Industria Musicale Italiana.   [30 July 2018] （意大利语）.
108. ↑  . British Phonographic Industry.   [10 February 2023] （英语）.